# Hagharcin
Hagharcin (orm. Հաղարծին) – klasztor w Armenii, w pobliżu miasta Dilidżan, pochodzący z X-XIII wieku. Związany z dynastią Bagratydów.

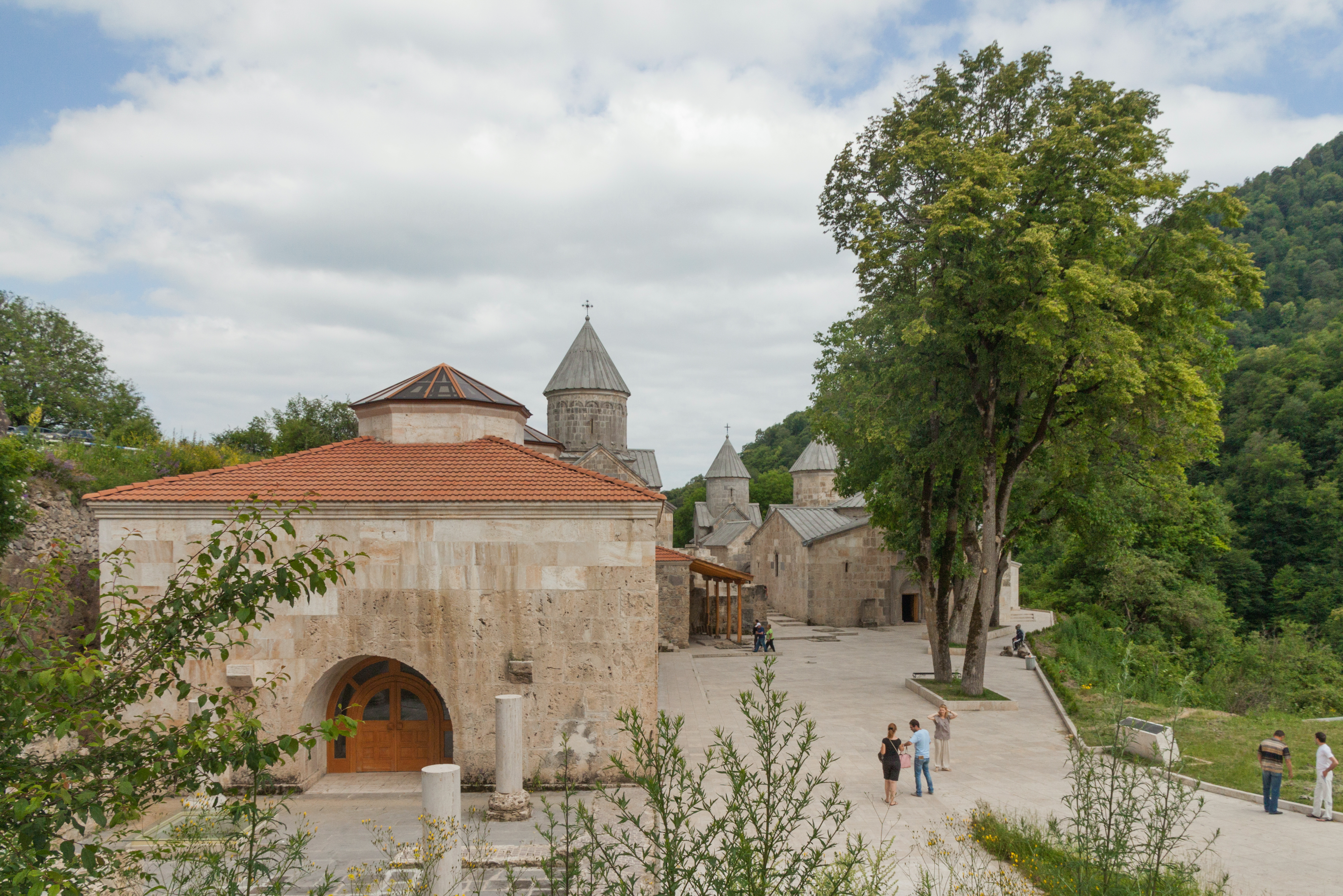
Widok na klasztor
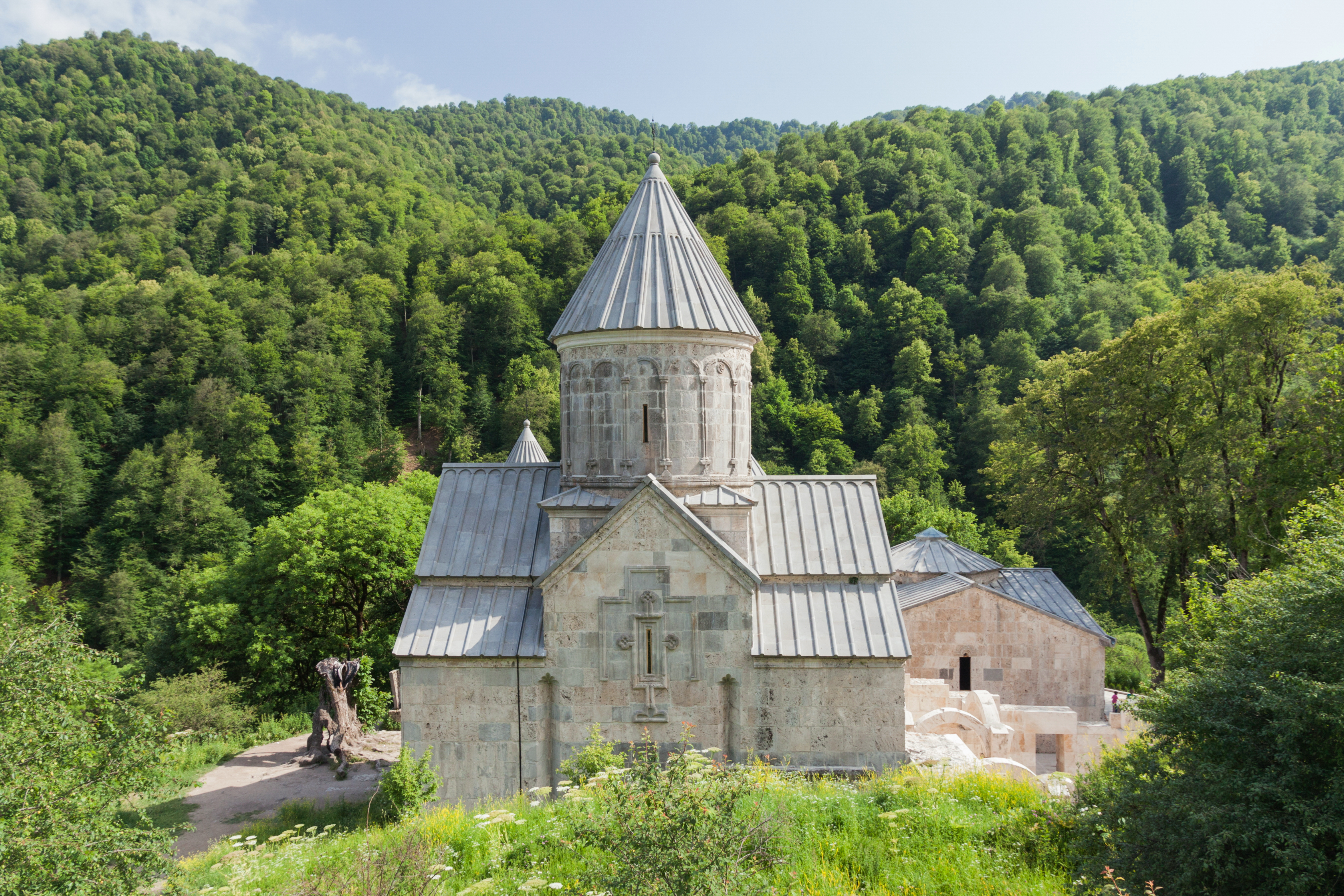
Widok na klasztor
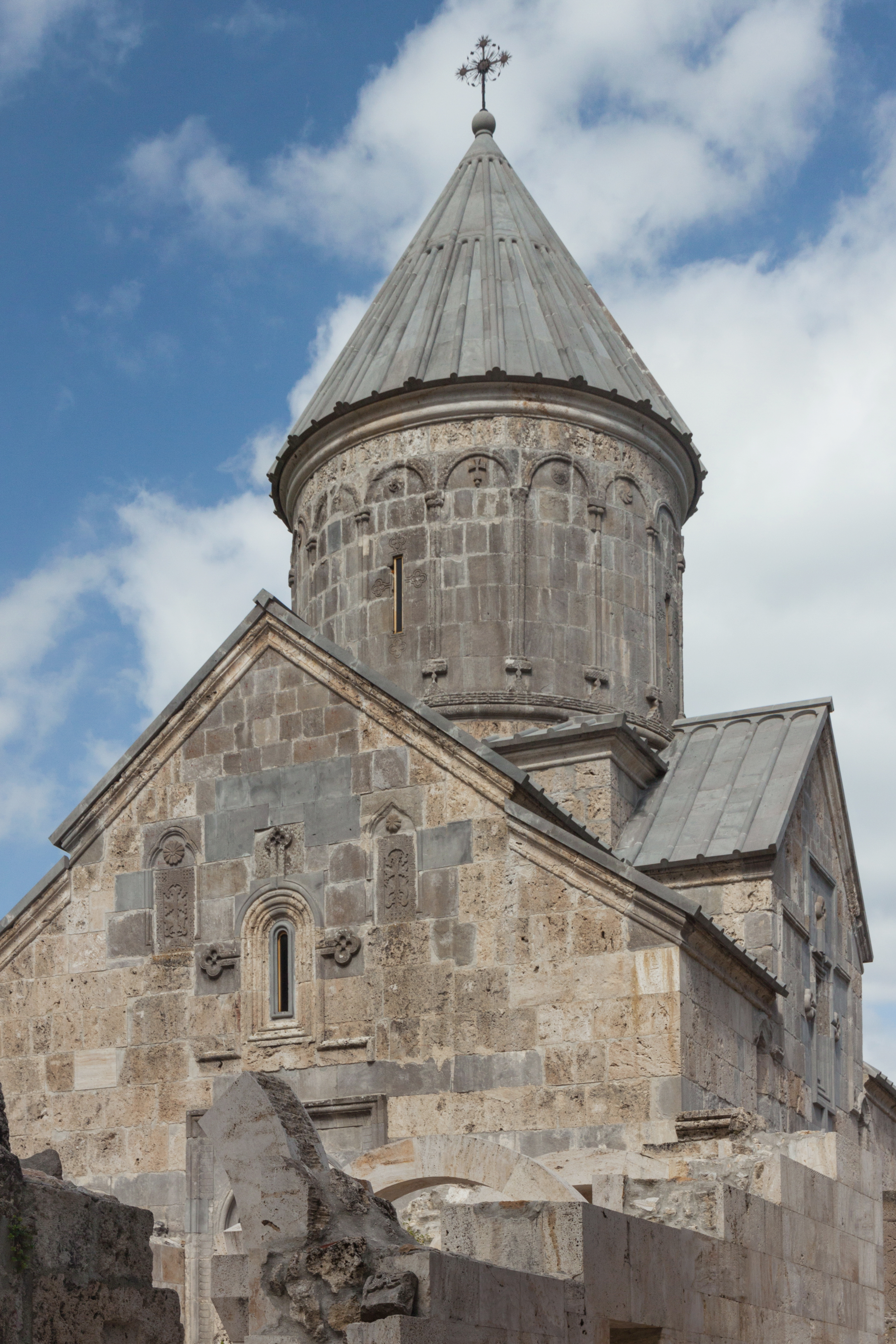
Kościół Matki Bożej (Surp Astwacacin)
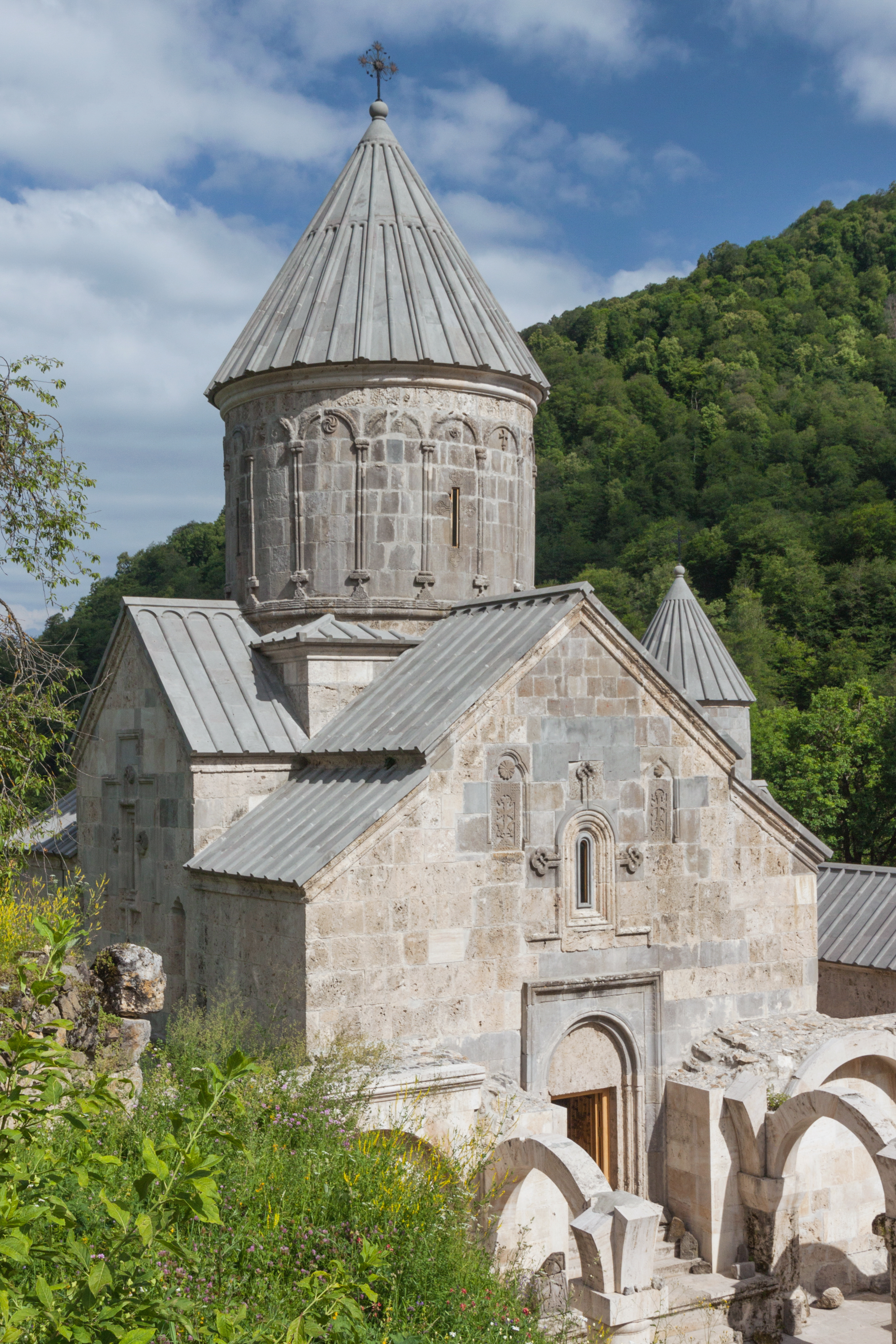
Kościół Matki Bożej (Surp Astwacacin)
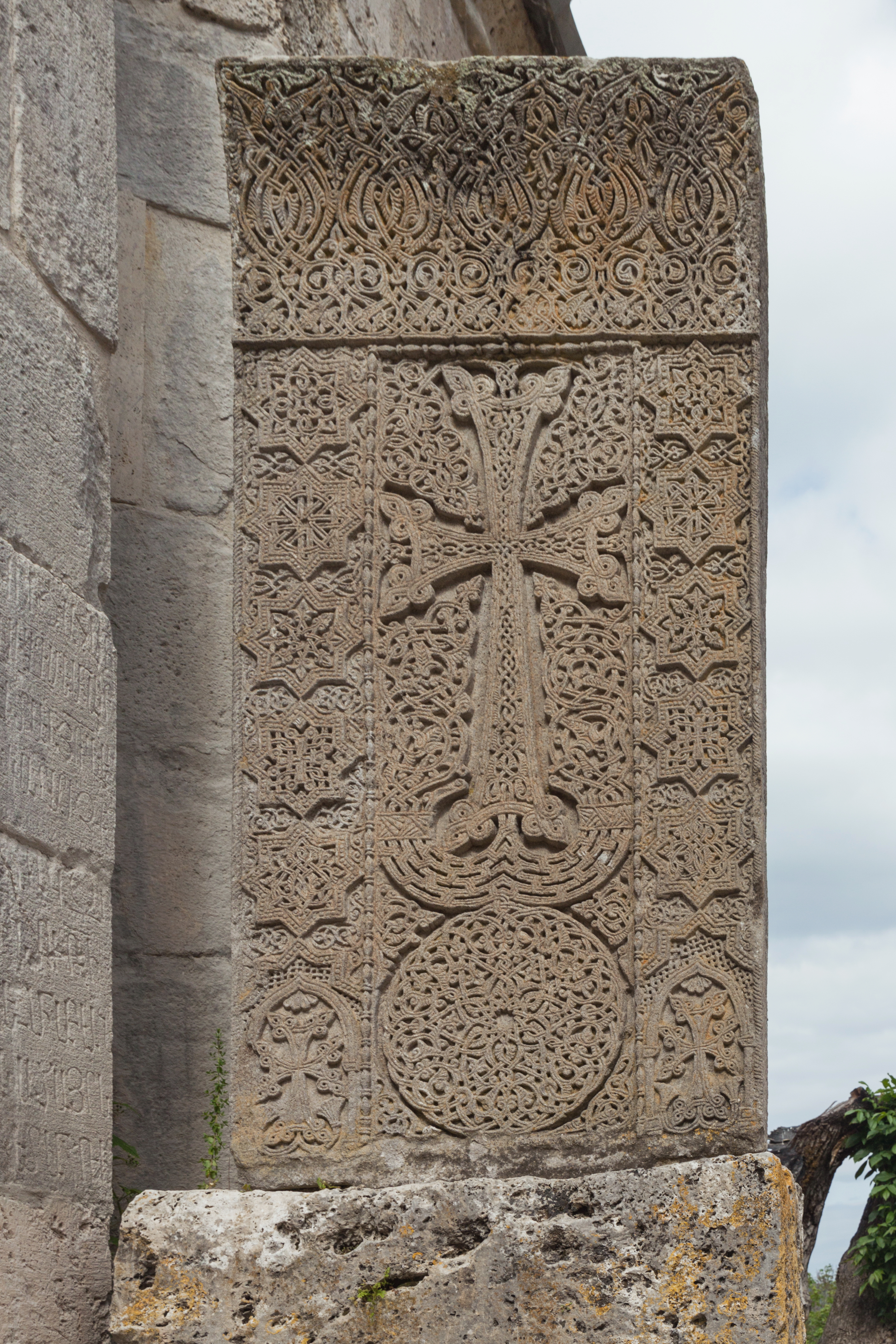
Chaczkar